# Conophorus chinooki
Conophorus chinooki är en tvåvingeart som beskrevs av Priddy 1954. Conophorus chinooki ingår i släktet Conophorus och familjen svävflugor. Inga underarter finns listade i Catalogue of Life.